# Saison 2 de Canada's Drag Race: Canada vs The World
 (août 2024).
- Si vous ne connaissez pas le sujet, laissez ce bandeau (vous pouvez alors contacter les auteurs).
- Si vous supprimez le contenu mis en cause (vous pouvez préalablement contacter les auteurs),

argumentez précisément cette suppression dans la page de discussion
(un manque de référence n'est pas un argument ; une recherche réelle de référence doit avoir été effectuée, être formellement documentée).
La deuxième saison de Canada's Drag Race: Canada vs The World est diffusée à partir du 19 juillet 2024 sur Crave au Canada, BBC Three au Royaume-Uni et WOW Presents Plus à l'international,.
En juin 2023, l'émission est renouvelée pour sa deuxième saison. Le casting est composé de neuf candidates et est dévoilé le 26 juin 2024 sur les réseaux sociaux.
La gagnante de la saison reçoit 100 000 dollars canadiens.
La gagnante de la saison est Lemon, avec comme seconde Alexis Mateo.

## Candidates
Les candidates de la deuxième saison de Canada's Drag Race: Canada vs The World sont :
(Les noms et âges donnés sont ceux annoncés au moment de la compétition.)
| Candidate              | Candidate          | Âge | Franchise originale   | Saison originale | Classement original | Classement final  |
| ---------------------- | ------------------ | --- | --------------------- | ---------------- | ------------------- | ----------------- |
| Drapeau du Canada      | Lemon              | 28  | Canada's Drag Race    | Saison 1         | 5e place            | Gagnante          |
| Drapeau des États-Unis | Alexis Mateo       | 44  | RuPaul's Drag Race    | Saison 3         | 3e place            | Seconde           |
| Drapeau du Royaume-Uni | Cheryl Hole        | 30  | RuPaul's Drag Race UK | Saison 1         | 4e place            | 3e place 4e place |
| Drapeau des États-Unis | Kennedy Davenport  | 43  | RuPaul's Drag Race    | Saison 7         | 4e place            | 3e place 4e place |
| Drapeau du Canada      | Miss Fiercalicious | 27  | Canada's Drag Race    | Saison 3         | 3e/4e place         | 5e place          |
| Drapeau des États-Unis | Eureka!            | 33  | RuPaul's Drag Race    | Saison 9         | 11e place           | 6e place          |
| Drapeau du Canada      | Tynomi Banks       | 42  | Canada's Drag Race    | Saison 1         | 9e place            | 7e place          |
| Drapeau du Royaume-Uni | Le Fil             | 38  | RuPaul's Drag Race UK | Saison 4         | 7e place            | 8e place          |
| Drapeau de la France   | La Kahena          | 31  | Drag Race France      | Saison 1         | 10e place           | 9e place          |

## Progression des candidates
|            |                        |                    | Épisode | Épisode | Épisode | Épisode | Épisode | Épisode  |
| 1          | 2                      | 3                  | 4       | 5       | 6       |         |         |          |
| ---------- | ---------------------- | ------------------ | ------- | ------- | ------- | ------- | ------- | -------- |
| Candidates | Drapeau du Canada      | Lemon              | WIN     | HIGH    | HIGH    | HIGH    | WIN     | GAGNANTE |
| Candidates | Drapeau des États-Unis | Alexis Mateo       | BEAV    | SAFE    | WIN     | BEAV    | BTM2    | SECONDE  |
| Candidates | Drapeau du Royaume-Uni | Cheryl Hole        | HIGH    | HIGH    | BTM2    | HIGH    | HIGH    | ÉLIMINÉE |
| Candidates | Drapeau des États-Unis | Kennedy Davenport  | HIGH    | WIN     | BEAV    | WIN     | BEAV    | ÉLIMINÉE |
| Candidates | Drapeau du Canada      | Miss Fiercalicious | SAFE    | BEAV    | HIGH    | BTM2    | ELIM    | INVITÉE  |
| Candidates | Drapeau des États-Unis | Eureka!            | BTM2    | SAFE    | SAFE    | ELIM    |         | MISS C.  |
| Candidates | Drapeau du Canada      | Tynomi Banks       | SAFE    | BTM2    | ELIM    |         |         | INVITÉE  |
| Candidates | Drapeau du Royaume-Uni | Le Fil             | SAFE    | ELIM    |         |         |         | INVITÉE  |
| Candidates | Drapeau de la France   | La Kahena          | ELIM    |         |         |         |         | INVITÉE  |

 La candidate a gagné Canada's Drag Race: Canada vs The World.
 La candidate est arrivée seconde.
 La candidate a été éliminée pendant le tournoi de lip-syncs final.
 La candidate a été élue Miss Sympathie.
 La candidate a gagné le défi.
 La candidate a reçu des critiques positives et a été déclarée sauve.
 La candidate a été déclarée sauve.
 La candidate a reçu des critiques négatives et a été déclarée sauve.
 La candidate a reçu des critiques négatives et a été sauvé par le Golden Beaver.
 La candidate a été en danger d'élimination.
 La candidate a été éliminée.

## Lip-syncs
| Épisode | Candidate         | vs. | Candidate          | Chanson                     | Artiste                   | Candidate éliminée |
| ------- | ----------------- | --- | ------------------ | --------------------------- | ------------------------- | ------------------ |
| 1       | Eureka!           | vs. | La Kahena          | Meaningless                 | Charlotte Cardin          | La Kahena          |
| 2       | Le Fil            | vs. | Tynomi Banks       | Let Me Think About It       | Ida Corr & Fedde Le Grand | Le Fil             |
| 3       | Cheryl            | vs. | Tynomi Banks       | What The Hell               | Avril Lavigne             | Tynomi Banks       |
| 4       | Eureka!           | vs. | Miss Fiercalicious | Hush Hush; Hush Hush        | The Pussycat Dolls        | Eureka!            |
| 5       | Alexis Mateo      | vs. | Miss Fiercalicious | How Far I'll Go             | Alessia Cara              | Miss Fiercalicious |
| Épisode | Candidate         | vs. | Candidate          | Chanson                     | Artiste                   | Gagnante           |
| 6       | Kennedy Davenport | vs. | Lemon              | Hideaway                    | Kiesza                    | Lemon              |
| 6       | Alexis Mateo      | vs. | Cheryl             | So Many Men, So Little Time | Miquel Brown              | Alexis Mateo       |
| 6       | Alexis Mateo      | vs. | Lemon              | Love Can Move Mountains     | Céline Dion               | Lemon              |

 La candidate a été éliminée après sa première fois en danger d'élimination.
 La candidate a été éliminée après sa deuxième fois en danger d'élimination.
 La candidate s'est qualifiée pour le lip-sync final pour la couronne.
 La candidate a gagné le lip-sync et a remporté la saison.

## Juges invités
Cités par ordre d'apparition :
- Charlotte Cardin, chanteuse québécoise ;
- Lisa Rinna, actrice américaine ;
- Kirk Pickersgill, styliste canadien ;
- Sarain Fox, activiste canadienne ;
- Samantha Bee, comédienne canadienne ;
- Alessia Cara, chanteuse canadienne ;
- Ra'Jah O'Hara, drag queen américaine.

### Invités spéciaux
Certains invités apparaissent dans les épisodes, mais ne font pas partie du panel de jurés.
Épisode 5
- Hollywood Jade, chorégraphe canadien.

## Épisodes
| CHANSON   | BOPULENCE    | BOPULENCE | BOPULENCE | THIS BEAT | THIS BEAT          | THIS BEAT    | TONGUE POP | TONGUE POP        | TONGUE POP |
| --------- | ------------ | --------- | --------- | --------- | ------------------ | ------------ | ---------- | ----------------- | ---------- |
| CANDIDATE | Alexis Mateo | Eureka!   | La Kahena | Le Fil    | Miss Fiercalicious | Tynomi Banks | Cheryl     | Kennedy Davenport | Lemon      |

| CANDIDATE | Alexis Mateo | Cheryl      | Eureka! | Kennedy Davenport   | Le Fil      | Lemon        | Miss Fiercalicious | Tynomi Banks |
| RÔLE      | La Karen     | Le superfan | La diva | Madame Je-sais-tout | L'amoureuse | L'homosexuel | La garce           | La voyante   |

| CANDIDATE                              | Alexis Mateo | Cheryl    | Kennedy Davenport | Lemon         | Miss Fiercalicious |
| NOMBRE DE VICTOIRES                    | Ron DeSantis | Victoria  | Tabitha Brown     | Susan Boyle   | Mère Teresa        |
| NOMBRE DE VICTOIRES                    | 1            | 0         | 2                 | 2             | —                  |
| ÉPISODE(S)                             | Épisode 3    | —         | Épisodes 2, 4     | Épisodes 1, 5 | —                  |
| NOMBRE DE FOIS EN DANGER D'ÉLIMINATION | 1            | 1         | 0                 | 0             | —                  |
| ÉPISODE(S)                             | Épisode 5    | Épisode 3 | —                 | —             | —                  |